# Miyuu Kihara
Miyuu Kihara (japanisch 木原 美悠 Kihara Miyū; * 3. August 2004 in Akashi, Präfektur Hyōgo) ist eine japanische Tischtennisspielerin. Sie gilt als eine der vielversprechendsten Nachwuchstalente ihres Landes, da sie mit bereits 14 Jahren sich für die World Tour Grand Finals qualifizieren konnte und den Titel im Damen-Doppel gewann.
Derzeit belegt sie in der ITTF-Weltrangliste einen Platz unter den besten 100 Tischtennisspielern der Welt. Sie ist Rechtshänderin und verwendet als Griff den europäischen Shakehand-Stil. Die Japanerin spielt beim japanischen Club Kinoshita Abyell Kanagawa.

## Werdegang
Erste internationale Auftritte hatte die Japanerin im Jahr 2016, als sie unter anderem an der World-Cadet-Challenge teilnahm. Zudem gewann sie Silber im Damen-Einzel bei den Hong Kong Junior & Cadet Open.
Weitere Auftritte auf der World Tour hatte sie 2017, dabei spielte sie bei den Japan-, Croatia- und den China Open mit. Bei der Jugend-Weltmeisterschaft konnte sie mit der Mannschaft Silber gewinnen, sie selbst unterlag in ihrem Einzel Wang Manyu.
2019 war ihr mit Abstand erfolgreichstes Jahr: Sie konnte sich für die World Tour Grand Finals qualifizieren und gewann dort die Doppel-Konkurrenz zusammen mit Miyu Nagasaki. Außerdem holte sie zwei Titel bei den Croatia Open, dabei war sie gerade einmal 14 Jahre und 278 Tage alt und gilt damit als jüngste World Tour-Gewinnerin seit 1996.

## Titel und Erfolge im Überblick

### Einzel
- 2. Platz bei den Asian & Junior Cadet Weltmeisterschaften (2017), 3. Platz (2018)

### Doppel
- Gewinnerin der World Tour Grand Finals (2019)
- Gewinnerin der Jugend-Weltmeisterschaften (2019), 2. Platz (2018), 3. Platz (2017)
- Gewinnerin der Asian Junior & Cadet Championships (2019), 3. Platz (2017)

### Mixed
- Gewinnerin der Jugend-Weltmeisterschaften (2019)
- 3. Platz bei den Asian Junior & Cadet Championships (2019)

### Mannschaft
- 2. Platz bei den Jugend-Weltmeisterschaften (2018, 2019)
- 2. Platz bei den Asian Junior & Cadet Championships (2016, 2017), 3. Platz (2018, 2019)